# Bjarne Brøndum
Bjarne Brøndum (født 11. januar 1943) er en tidligere atletik- og triathlonudøver, som konkurrerede for atletikklubben Odense Freja og Odense Triathlon Klub.
Brøndums bedste tid på triathlonens Ironman-distancen kom 1989 i Rødekro med 10:20:29 (1:08:50 5:47:11 3:24:35).
Brøndum som er politibetjent i Assens, har tre danske politirekorder: 3000 meter 8.17,5 (1978), 10.000 meter 29.55,6 (1978) og 20.000 meter 1.02,16 (1975). 

## Internationale mesterskaber
- 1978  EM  Maraton DNF

## Danske mesterskaber
- Guld 1979  Maraton 2:21.31
- Sølv 1978  10.000 meter 30:23.0